# إسحاق إل. أورباخ
إسحاق إل. أورباخ (بالإنجليزية: Isaac L. Auerbach)‏ هو مهندس وعالم حاسوب أمريكي، ولد في 9 أكتوبر 1921، وتوفي في 24 ديسمبر 1992.